# 罗马级铁甲舰
罗马级铁甲舰（義大利語：Classe Roma）是19世纪60年代和70年代为意大利皇家海军建造的一批铁甲舰。本舰级包含两舰，分别是“罗马”号和“威尼斯”号。“罗马”号是一艘船旁列炮铁甲舰，装备有5门254（10英寸）和12门203（8英寸）火炮，而“威尼斯”号在建造期间被改成了一艘中央炮房舰，装备了更强大的18门10英寸火炮的炮组。
由于设计方案迅速过时，本级两舰在建成入役后的服役生涯都不太顺利。1880年和1890年，“威尼斯”号和“罗马”号分别退役，不再担任其他辅助任务职责。接着在1895年，两舰双双被从意大利海军除籍，之后在第二年被拆解。

## 设计
罗马级铁甲舰的设计师朱塞佩·德·卢卡（Giuseppe De Luca）最初计划将这两舰都设计成船旁列炮铁甲舰。然而就在两舰建造的同一时期，世界上其他海上强国已经开始建中央炮房铁甲舰。这种新型铁甲舰将所有主炮组集中安装在一个装甲炮廓内，使其拥有一定的向舰首和舰尾发炮的能力。这一改动是的舰只的长度得以缩短，在减少了装甲需求的同时，也使得舰只具有了更高的机动性。为此，卢卡重新设计了该舰级的第二舰“威尼斯”号，使其在建造中途改成了中央炮房舰。

### 常规特性和轮机
罗马级铁甲舰采用木质舰体，在建造过程中也在部分位置使用了铁质敷板。由于“威尼斯”号在建造中途被改成了中央炮房舰，这两舰的尺寸略有不同。“罗马”号垂标间距为79.67（261.4英尺），舷宽17.33（56.9英尺），平均吃水7.57（24.8英尺）。“威尼斯”号垂标间距为79.65（261.3英尺），舷宽17.48米（57.3英尺），吃水7.6（25英尺）。在常规载荷下，“罗马”号排水量5,698長噸（5,789公噸），而“威尼斯”号排水量5,722長噸（5,814公噸）。在满载状态下，两舰的排水量都为6,151長噸（6,250公噸）。常规配置下，两舰配备有549到551名官兵。
本舰级的推挤系统包含一台单胀蒸汽机驱动一具单螺旋桨，蒸汽则由六座燃煤圆柱形火管锅炉提供，锅炉废气集中从一根位于舰舯部的烟囱中排出。在使用引擎驱动时，两舰输出功率在3,670匹指示馬力（2,740千瓦特），提供最高航速13節（24每小時；15英里每小時）。在10節（19每小時；12英里每小時）航速下，两舰都可以续航1,940海里（3,590；2,230英里）。为了进行长途旅行，两舰装备了三根桅杆的巴克帆装，总帆面积31,833平方英尺（2,957.4平方）。

### 武器和装甲
“罗马”号是一艘船旁列炮铁甲舰，装备有5门254（10英寸）和12门203（8英寸）组成的主炮组。“威尼斯”号作为一艘中央炮房铁甲舰，其254毫米主炮都被集中安装在舰体舯部的装甲堡内。两舰在整个服役生涯中一直在调整舰载武器装备。1874到1875年间，“罗马”号被换装为11门254（10英寸）炮，而“威尼斯”号则被换装成8门254（10英寸）炮和1门220（8.7英寸）炮。1886年，“罗马”号换装为11门220（8.7英寸）口径炮，四年后被减少为5门203（8英寸）炮。“威尼斯”号在1881年被改装成一艘装备有4门75（3英寸）炮和4门57（2.2英寸）炮的训练舰。
两舰都装设有150（5.9英寸）厚的熟铁制水线装甲带，装甲带在水线位置覆盖从舰首到舰尾整个健身。“威尼斯”号在装甲堡位置另外装设有121（4.75英寸）厚的熟铁装甲用来专门保护舰炮。

## 舰只
| 舰名            | 建造者     | 开建      | 下水           | 完工         |
| --------------- | ---------- | --------- | -------------- | ------------ |
| “罗马”号 （Roma）   | 福斯造船厂 | 1863年2月 | 1865年12月18日 | 1869年5月    |
| “威尼斯”号 （） | 福斯造船厂 | 1863年2月 | 1869年1月21日  | 1873年4月1日 |

## 服役历史

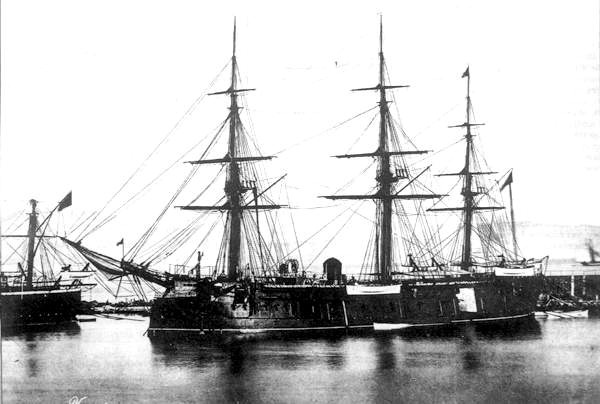
1876年，“威尼斯”号停泊中。

两舰建造启动时间较晚，以至于并没有在第三次意大利独立战争中参与行动。“罗马”号入役时，同时期已经有更为先进的中央炮房舰出现。“威尼斯”号在建造中途被改为中央炮房舰，因此整个建造周期被大幅延长。具有讽刺意味的是，在“威尼斯”号完工时，意大利海军已经转而研制更为先进的炮塔舰，也就是后来的卡约·杜里奥级。“罗马”号在普法战争期间被调用参加从法国手中占领罗马的行动。“罗马”号以及意大利舰队的其他舰只之后预备进攻奇维塔韦基亚，然而最终没有集结足够的兵力。
1880年，“罗马”号参加了在拉古萨附近一次迫使奥斯曼帝国遵守《柏林条约》将乌尔齐尼交还给黑山的国际海军示威活动。次年，该舰与“阿玛迪奥王子”号发生碰撞事故，但两舰都没有受到严重损坏。同年，“威尼斯”号被改装为一艘鱼雷训练船。“罗马”号作为拉斯佩齐亚港的警备舰一直服役到1890年。1895年，两舰都被从意大利海军序列中除籍。第二年，“威尼斯”号就被报废拆解。然而“罗马”号在拉斯佩齐亚港被改装成了一艘供应船。1896年7月28日，“罗马”号被闪电击中起火燃烧，之后因烧毁严重无修复价值而被拆解。

## 脚注

### 引文
1. 1 2 3 4 5  张恩东 (2018)，第236頁.
2. ↑  全国科学技术名词审定委员会 (2019)，第240頁.
3. 1 2  陈悦 (2015)，第234頁.
4. ↑  李昊 (2020)，第15頁.
5. ↑  香港城市大學中國文化中心 (2006)，第206頁.
6. ↑  馬幼垣 (2009)，第653頁.
7. ↑  张黎源 (2020)，第222頁.
8. ↑  张恩东 (2018)，第1頁.
9. ↑  李昊 (2020)，第57頁.
10. 1 2 3 4 5 6 7 8 9 10 11 12 13 14 15  Fraccaroli (1979)，第339頁.
11. ↑  李昊 (2019)，第310頁.
12. ↑  章骞 (2013)，第102頁.
13. ↑  王运 (1988)，第85頁.
14. ↑  李昊 (2019)，第110-111頁.
15. ↑  Sondhaus (1994)，第43–46頁.
16. ↑  Ordovini, Petronio & Sullivan (2004)，第348頁.
17. ↑  张恩东 (2018)，第239頁.
18. ↑  Sondhaus (2001)，第112頁.
19. ↑  Fraccaroli (1979)，第336頁.
20. ↑  London News (1880)，第278頁.
21. ↑  张恩东 (2018)，第238頁.
22. ↑   (PDF). The New York Times. 23 November 1881  [2022-10-06]. （原始内容存档 (PDF)于2022-11-06）.
23. ↑  徐钟 (2006)，第813頁.